# Hyllinge
Hyllinge est une localité suédoise dans la commune d'Åstorp en Scanie.
Sa population était de 2387 habitants en 2019. 